# 유니언빌역
유니언빌역(Unionville Station)은 캐나다 온타리오주 마컴에 위치한 통근열차역으로, GO 트랜싯의 스토우빌선 열차가 이곳에 정차한다. 마컴 유니언빌 지역에 있는 이 역은 407번 고속도로 북쪽, 케네디 로드 서쪽에 위치해있다. 이 역에는 또한 GO 트랜싯의 광역버스와 요크 지역 교통의 시내버스가 정차한다.

## 위치
유니언빌역은 메트로링스가 소유하는 억스브릿지선 50.7 마일 (81.6 km) 지점에 위치해있으며, 북쪽으로는 센테니얼역, 남쪽으로는 밀리켄역이 위치해있다. 밀리켄역에서 북쪽으로 스토우빌선 열차가 최근에 지어진 교량을 통해 스틸즈 애비뉴를 입체 교차하며, 14번 애비뉴 이후로 캐나다 내셔널 철도의 화물 철도 노선인 요크선을 지하로 통과한다. 다시 지상에 올라와서 407번 고속도로를 밑으로 통과하며, 유니언빌역은 고속도로 직후에 위치해있다.
유니언빌역은 넓은 공업지대 한가운데에 위치해있는 관계로 근처는 허허벌판이다. 역 북쪽으로는 노선이 유니언빌 중심가에 다다르며 선로가 동쪽으로 향한다. 유니언빌에 있는 주택가를 지나 다음 역인 센테니얼역은 매코원 로드와 벌록 드라이브 근처에 위치해있다.

## 역사

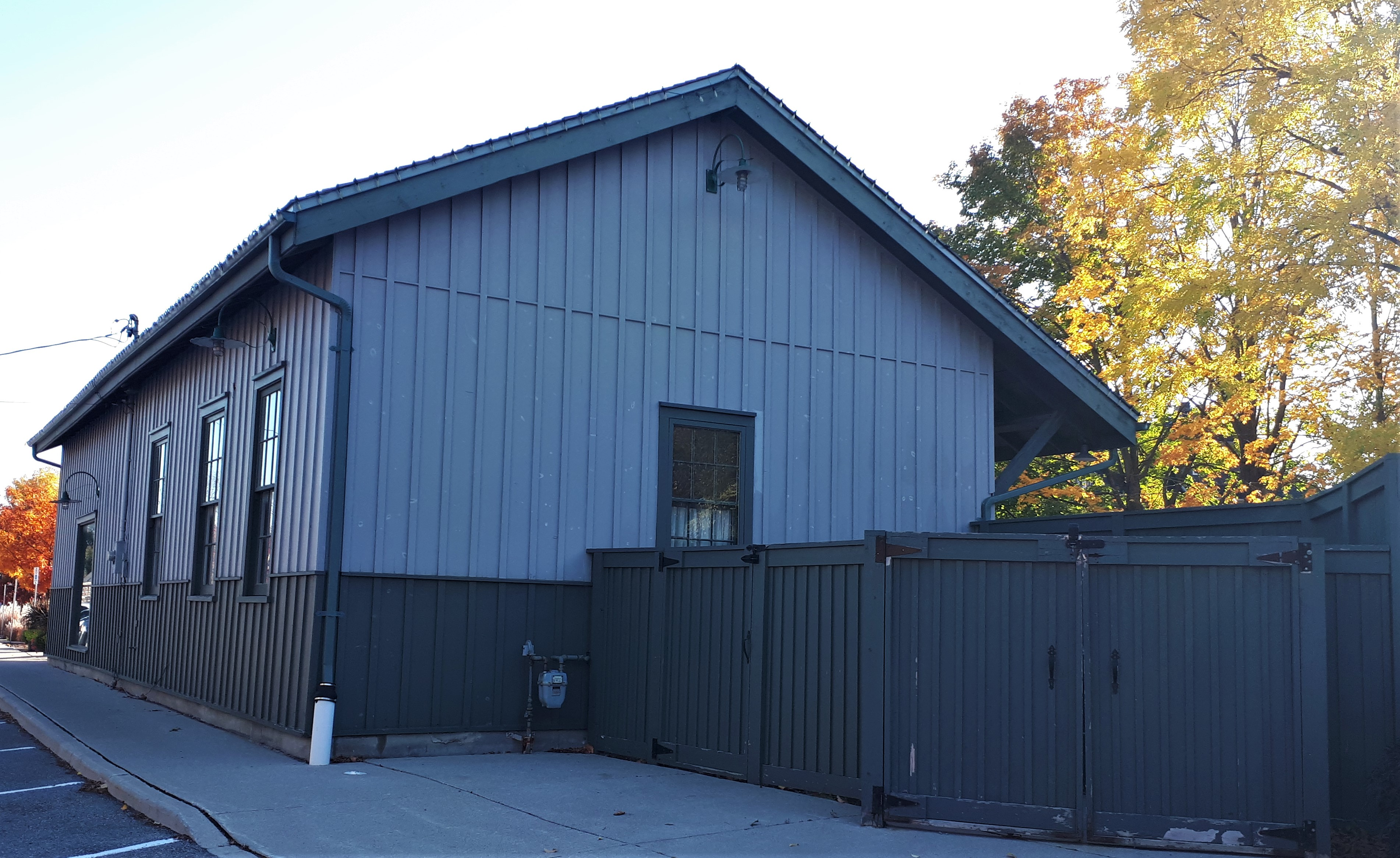
오래된 유니언빌역

유니언빌역을 지나는 철도 노선은 1871년 7월 1일, 토론토 & 니피싱 철도가 목재와 장작을 실어나르고자 1066mm의 협궤 철도로 스카버러에서 억스브릿지까지 개통하였다. 1872년에는 협궤 철도가 코보콘크까지 연장되었고 토론토 & 니피싱 철도를 운영하던 토론토의 사업가인 윌리엄 구더햄은 처음 개통한 구간의 수익이 나기를 기다렸다. 대륙 연결 철도인 그랜드 트렁크 철도나 그레이트 웨스턴 철도와는 달리 토론토 & 니피싱 철도는 지역 화물과 여객을 실어나르는 지역 기업이였다. 게다가 협궤 철도였던 관계로 다른 표준궤 철도와 이어지지 못했고 1878년에 들어서서 늘어나는 적자에 시달려 1882년에 미들랜드 철도로 인수되어 표준궤로 전환되었다. 2년 뒤인 1884년, 그랜드 트렁크 철도는 온타리오 주 남부의 철도 범위를 확장하기 위해 미들랜드 철도를 인수하였고 1923년에 GTR은 캐나다 내셔널 철도로 인수되었다.
유니언빌역이 있었던 자리는 1794년에 윌리엄 버지와 펜실베이니아주에서 건너온 독일인 이민자들이 정착해 1840년대에 들어서서 루지 강에 제분소가 들어서서 마을이 형성되었다. 1851년에 들어서서는 유니언빌에 두 개의 여관이 있었고 마을에 필요한 대장장이, 목수, 재단사, 제화공, 직공 등 각종 기술자가 자리잡았다. 20년 뒤, 기술자 수는 곱절로 늘어났고 여관은 세 개, 상점은 여섯 개로 늘어났다.
이후 유니언빌에는 주의원이자 유니언 제분소의 대표였던 휴 포스웰 크로스비가 토론토 & 니피싱 철도 임직원들을 설득하여 노선 선형을 바꾸고 차량기지를 유치하였다. 유니언빌은 이웃 동네인 마컴에 비해 규모가 작았지만 철도 노선이 유니언 제분소와 지역 농민들의 편의를 증진시켰다. 이후 유니언빌에는 매튜 곡물회사가 곡물창고 두 개를 지었고 이 창고는 1916년에 스타이버 가족이 사들였다.
유니언빌역이 개통한 이후 유니언빌에도 많은 변화가 생겼는데 1871년에 철도가 개통하기 전까지만 해도 마을은 제분소 북쪽으로만 형성이 되어있었는데 철도가 개통하고 철도 관련 업체가 제분소 남쪽에 들어서면서 철로가 마을의 경계선으로 자리잡게 되었다. 1878년에 들어서서 마을 부지는 주로 철길을 따라 나뉘었고 이후 건축 양식에도 변화의 바람이 불어왔다. 역이 지어지기 전에 지어진 기존 건물은 나무 틀이나 판자벽 시공법으로 지어지고 고딕 복고조 건축 양식을 따른 방면에 역 건설 이후에 지어진 건물은 벽돌로 지어졌고 퀸 앤 복고조 양식과 이후에는 덜 세련된 형식으로 지어졌다. 1920년대에는 7번 고속도로가 지어져서 상업의 중심축이 남쪽으로 이동하였고 이에 따라 원도심은 별로 달라진 게 없이 비교적 원형 그대로 보전되어있다.
20세기에 들어서서 운송 수단이 도로 위주로 바뀌면서 여객 및 화물 철도 운행이 줄어들었고 기존 토론토 & 니피싱 철도의 자그마한 지선은 다 1920년대에 문을 닫았다. 코포콘크까지 운행하던 여객 및 화물 열차는 1955년대에 운행이 중단되었고 1965년에는 코보콘크행 화물 열차 운행이 중단되었다. 1970년대에는 유니언빌역에 VIA 철도 열차가 정차하였지만 이 또한 연방 정부 예산 감축으로 문을 닫게 되었다. 1982년, GO 트랜싯이 VIA 철도를 대신해 스토우빌까지 통근 열차를 운행하였으며 1991년에는 기존 역에서 남쪽으로 떨어진 곳으로 역을 이전하였다.
1991년에 이전한 역사는 2005년 4월에 리모델링을 거쳐 케네디 로드와 407번 고속도로 북쪽에 있는 진입로를 통해 진입할 수 있다. 2018년 11월 기준, 유니언빌역은 광역급행철도 (Regional Express Rail, RER) 사업의 일환으로 억스브릿지선의 선로 용량을 늘려 스토우빌선 열차 배차를 늘리기 위해 역 확장 공사를 거치고 있으며 이에 따라 이 역에는 두 번째 선로와 승강장이 생기며 두 승강장은 엘리베이터가 있는 지하도로 연결된다. 또한 주차장에서 승강장까지 손쉽게 진입하기 위해 기존 계단을 램프로 교체하고 300대의 주차 공간과 새로운 보도가 추가된다. 이와 동시에 역에는 자전거 거치대가 설치되며 안내판, 조명, 조경 등을 교체할 예정이다.

## 시설
유니언빌역은 직원이 상주하는 유인역으로, GO 트랜싯 매표소는 평일 오전 5시 10분부터 오후 8시 15분까지 개장하며, 나머지 시간대에는 무인으로 운영한다. 매표소에서는 프레스토 카드를 연령층에 맞춰서 설정하거나 기본 출발 및 도착역을 설정하여 하차태그를 하지 않아도 자동으로 정산할 수 있도록 할 수 있다. 이 외에도 통근열차 티켓 구매나 카드 충전은 역에 있는 자동판매기에서 할 수 있다. 프레스토 카드가 없는 경우에는 신용카드나 체크카드를 단말기에 태그해 요금을 정산할 수도 있고, 스마트폰에서 GO 트랜싯 홈페이지에 들어가 이티켓 (e-ticket)을 구매할 수도 있다.
유니언빌역에는 대합실, 화장실, 와이파이, 공중전화가 있으며, 승강장에는 눈과 비를 피할 수 있는 쉼터가 있으며 겨울에는 난방도 된다. 역 건물과 승강장, 열차 내부는 휠체어 승객도 이용할 수 있으며, 승강장 중앙에 있는 휠체어 경사로를 통해 휠체어 승객도 열차를 이용할 수 있다. 환승 주차장에는 1,614대의 주차 공간이 있으며, 최대 48시간까지 무료 주차가 가능하다. 이 역을 자주 이용하는 승객은 주차장에 지정 주차 공간을 예약할 수 있으며, 카풀해서 오는 승객들도 카풀 전용 주차 공간에 주차할 수 있다. 이 역으로 마중 나오는 차량 또한 역 앞에 있는 정차 공간에서 대기할 수 있다.
이 역에는 자전거를 주차할 수 있는 자전거 거치대가 있으며, GO 트랜싯과 요크 지역 교통 버스는 역에 있는 버스 정류장에 정차한다.

## 운행 계통
2023년 6월 기준 유니언빌역에는 평일 아침 유니언 방면 통근열차가 6대 정차하며, 평일 오후에는 올드엠 방면 통근열차가 6대 정차한다. 나머지 시간대에는 유니언역 버스 터미널에서 억스브릿지까지 수시로 버스가 운행하며, 토론토에 있는 케네디, 에이진코트, 밀리켄역에는 정차하지 않는다. 억스브릿지 방면으로는 행선지에 따라 중간에 마운트조이, 스토우빌 또는 올드엠역에서 버스를 갈아타야할 수도 있다.

## 버스 연결편
유니언빌역에서는 GO 트랜싯의 407번 고속도로 동쪽 구간을 운행하는 52, 54번 버스와 스토우빌선 열차가 운행하지 않는 시간대에 부수적으로 운행하는 70, 71번 버스가 정차한다. 시내버스로는 8번 버스가 상시적으로 운행한다. GO 트랜싯과 YRT 간에는 무료 환승이 가능하다.

### GO 트랜싯
| 노선 | 노선                                          | 노선                                         | 종점                           | 종점 | 종점                 | 경유지 | 기준일          | 비고                                                                   |
| ---- | --------------------------------------------- | -------------------------------------------- | ------------------------------ | ---- | -------------------- | --- | --------------- | ---------------------------------------------------------------------- |
| 52   | 더럼 대학 오샤와 - 407번 고속도로 버스 터미널 | Durham College Oshawa - Hwy 407 Bus Terminal | 407번 고속도로 버스 터미널     | ↔    | 오샤와역             | - 오샤와 방면: 코넬 버스 터미널 · 브록 / 407번 환승 주차장 · 볼드윈 / 407번 · 온타리오주 공과대학 및 더럼 대학 · 센터 / 에이솔 · 오샤와역 - 본 방면: 리치먼드힐 센터 터미널 · 407번 고속도로 버스 터미널 | 2023년 6월 24일 |                                                                        |
| 52X  | 더럼 대학 오샤와 - 407번 고속도로 버스 터미널 | Durham College Oshawa - Hwy 407 Bus Terminal | 메이저매켄지 웨스트 터미널     | ↔    | 오샤와역             | - 오샤와 방면: 코넬 버스 터미널 · 브록 / 407번 환승 주차장 · 볼드윈 / 407번 · 온타리오주 공과대학 및 더럼 대학 · 센터 / 에이솔 · 오샤와역 - 본 방면: 리치먼드힐 센터 터미널 · 407번 고속도로 버스 터미널 · 메이저매켄지 웨스트 터미널                                                                                | 2023년 6월 24일 | 캐나다 원더랜드로 가는 승객은 메이저매켄지 웨스트 터미널에서 하차한다. |
| 54   | 마운트조이 - 407번 고속도로 버스 터미널       | Mount Joy - Hwy 407 Bus Terminal             | 407번 고속도로 버스 터미널     | ↔    | 마운트조이역         | - 마컴 방면: 센테니얼역 · 마컴역 · 마운트조이역 - 본 방면: 리치먼드힐 센터 터미널 · 407번 고속도로 버스 터미널 | 2023년 6월 24일 |                                                                        |
| 56   | 더럼 대학 오샤와 / 오크빌                     | Durham College Oshawa / Oakville             | 오크빌역                       | ↔    | 오샤와역             | - 오샤와 방면: 브록 / 407번 · 윈체스터 / 레이크리지 · 볼드윈 / 407번 · 윈체스터 / 앤더슨 · 온타리오주 공과대학교 / 더럼 대학 · 센터 / 에이솔 · 오샤와역 - 오크빌 방면: 리치먼드힐 센터 터미널 · 407번 고속도로 버스 터미널 · 브래멀리역 · 스퀘어원 쇼핑센터 · 에린밀스역 · 트라팔가 / 407번 · 셰리던 대학 · 오크빌역 | 2023년 6월 24일 |                                                                        |
| 71   | 스토우빌                                      | Stouffville                                  | 레일웨이 / 앨버트 (억스브릿지) | ↔    | 유니언역 버스 터미널 | - 토론토 방면: 유니언역 버스 터미널 - 억스브릿지 방면: 센테니얼역 · 마컴역 · 마운트조이역 · 스토우빌역 · 올드엠역 · 47번 / 프론트 · 레일웨이 / 앨버트 | 2023년 6월 24일 |                                                                        |
| 71C  | 스토우빌                                      | Stouffville                                  | 올드엠역                       | ↔    | 유니언역 버스 터미널 | - 토론토 방면: 유니언역 버스 터미널 - 스토우빌 방면: 센테니얼역 · 마컴역 · 마운트조이역 · 스토우빌역 · 올드엠역 | 2023년 6월 24일 |                                                                        |
| 71E  | 스토우빌                                      | Stouffville                                  | 마운트조이역                   | ↔    | 유니언역 버스 터미널 | - 토론토 방면: 유니언역 버스 터미널 - 마컴 방면: 센테니얼역 · 마컴역 · 마운트조이역 | 2023년 6월 24일 |                                                                        |

### 요크 지역 교통국 (YRT)
| 노선 | 노선   | 노선    | 종점                   | 종점 | 종점            | 경유지 | 비고           |
| ---- | ------ | ------- | ---------------------- | ---- | --------------- | --- | -------------- |
| 8    | 케네디 | Kennedy | 케네디 / 메이저 매켄지 | ↔    | 케네디 / 스틸즈 | 남쪽 유니언빌역 케네디 / 14번가 케네디 / 데니슨 케네디 / 스틸즈 북쪽 유니언빌역 케네디 / 7번 케네디 / 16번 케네디 / 메이저 매켄지 | 매일 상시 운행 |

## 인접한 역
| 메트로링스 억스브릿지선 | 메트로링스 억스브릿지선 | 메트로링스 억스브릿지선 |
| ----------------------- | ----------------------- | ----------------------- |
| 밀리켄 유니언 방면      | GO 트랜싯 스토우빌선    | 센테니얼 올드엠 방면    |